# Le Roi de la gentillesse
Le Roi de la gentillesse est un épisode de la série télévisée d'animation Les Simpson. Il s'agit du quatrième épisode de la trente-quatrième saison et du 732e de la série.

## Synopsis
Krusty devint la star populaire.

## Réception
Lors de sa première diffusion, l'épisode a attiré 1,16 million de téléspectateurs.